# Катастрофа на „Боинг 707“ в Агадир на „Роял Еър Марок“ през 1975 г.
На 3 август 1975 г. националната авиокомпания на Мароко „Роял Еър Марок“ наема пътнически самолет „Боинг 707-321C“ (собственост на „Алия Ройал Джордейниън“), с който да обслужи маршрута от летище Льо Бурже, Париж, Франция, до летище Инезгане, Агадир, Мароко, за да превози 181 марокански работници и техните семейства от Франция у дома за празниците. Когато самолетът се приближава от североизток над Атласките планини до Агадир, в района има гъста мъгла и при спускане и заход към писта 29 дясното крило се удря във връх на 730 м надморска височина. Част от крилото се отделя, екипажът губи управление на летателния апарат и пада в дере.
Спасителните екипи откриват останките в обширна зона. Степента на унищожението е такава, че не е намерено нищо от самолета, по-голямо от 1 квадратен метър. Установено е, че причината за катастрофата е грешка на пилота, който не осигурява положително насочване по курса преди началото на снижаването. Самолетът не следва обичайния коридор север-юг, който обикновено се използва за полети до Агадир. Това е най-смъртоносната авиационна катастрофа с участието на „Боинг 707“, както и най-смъртоносната в Мароко.